# Marco Emílio Lépido (cônsul em 126 a.C.)
Marco Emílio Lépido (em latim: Marcus Aemilius Lepidus) foi um político da família dos Lépidos da gente Emília da República Romana eleito cônsul em 126 a.C. com Lúcio Aurélio Orestes. Provavelmente era um irmão mais novo de Marco Emílio Lépido Porcina, cônsul em 137 a.C., mas era um evento raro dois irmãos compartilharem o mesmo prenome. Se for este o caso, era filho de Marco Emílio Lépido, tribuno em 190 a.C..